# Domenico De Lisi

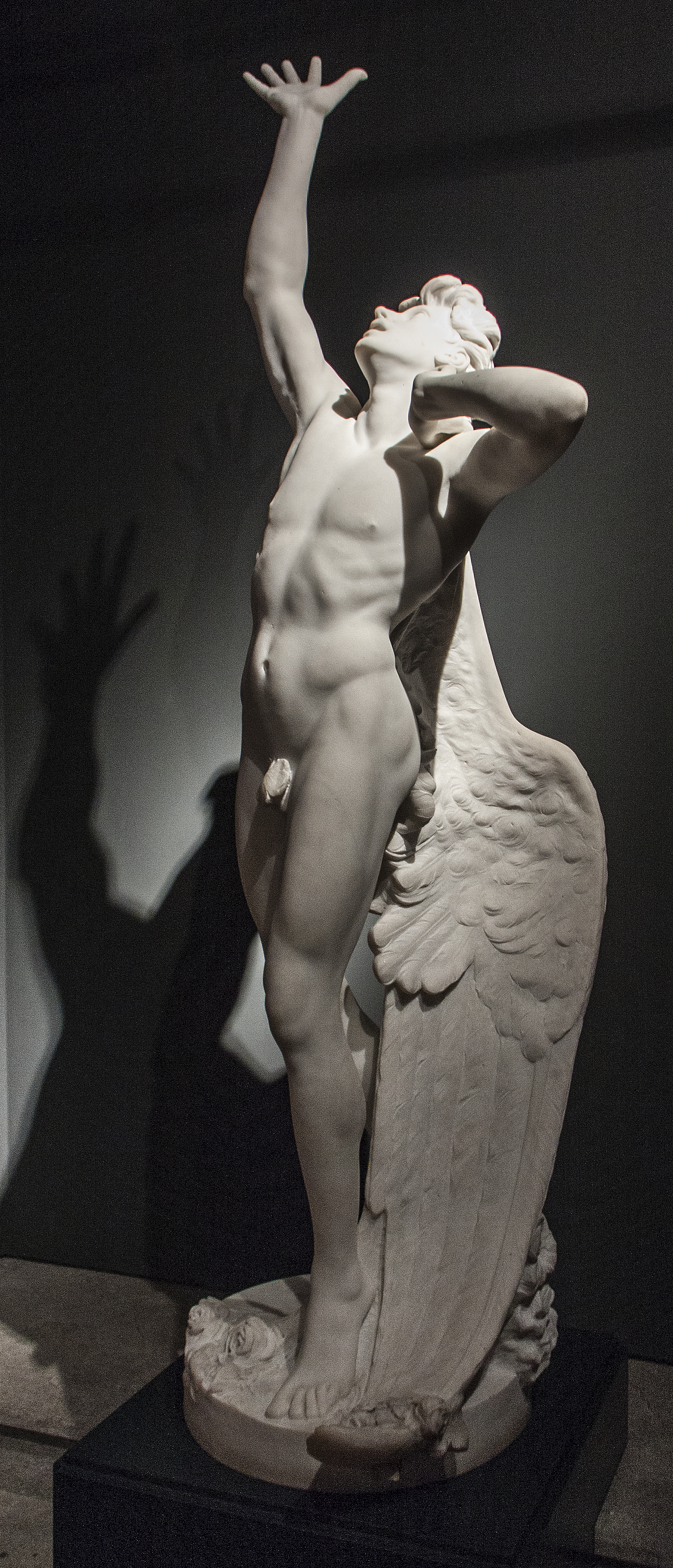
L'angelo di Moore presso la Galleria di Arte Moderna di Palermo

Domenico De Lisi o Delisi (Palermo, 6 ottobre 1870 – Palermo, 21 agosto 1946) è stato uno scultore italiano.

## Biografia
Nacque da Giuseppa Cattarinich e Benedetto De Lisi, scultore di cui seguirà le orme. Fratello minore di Stefano De Lisi, rimasero orfani durante l'infanzia. Dopo la severa podestà impartitagli da Monsignor Di Giovanni, che lo renderà schivo e introverso, iniziò la sua formazione artistica che concluderà ottenuto il titolo all'Istituto di Belle Arti a Palermo, che gli diede qualifiche all'insegnamento.
Appassionato di musica, aprì uno studio in via Cavour, che divenne celebre e frequentato da numerosi apprendisti e collaboratori che qui si faranno un nome (come il figlio Benedetto De Lisi e il cognato Antonio Ugo).
Noto per la qualità della sua procedura, ancorata alla tradizione accademica, non disdegnò modi e leggere tensioni di carattere moderno.

## Opere

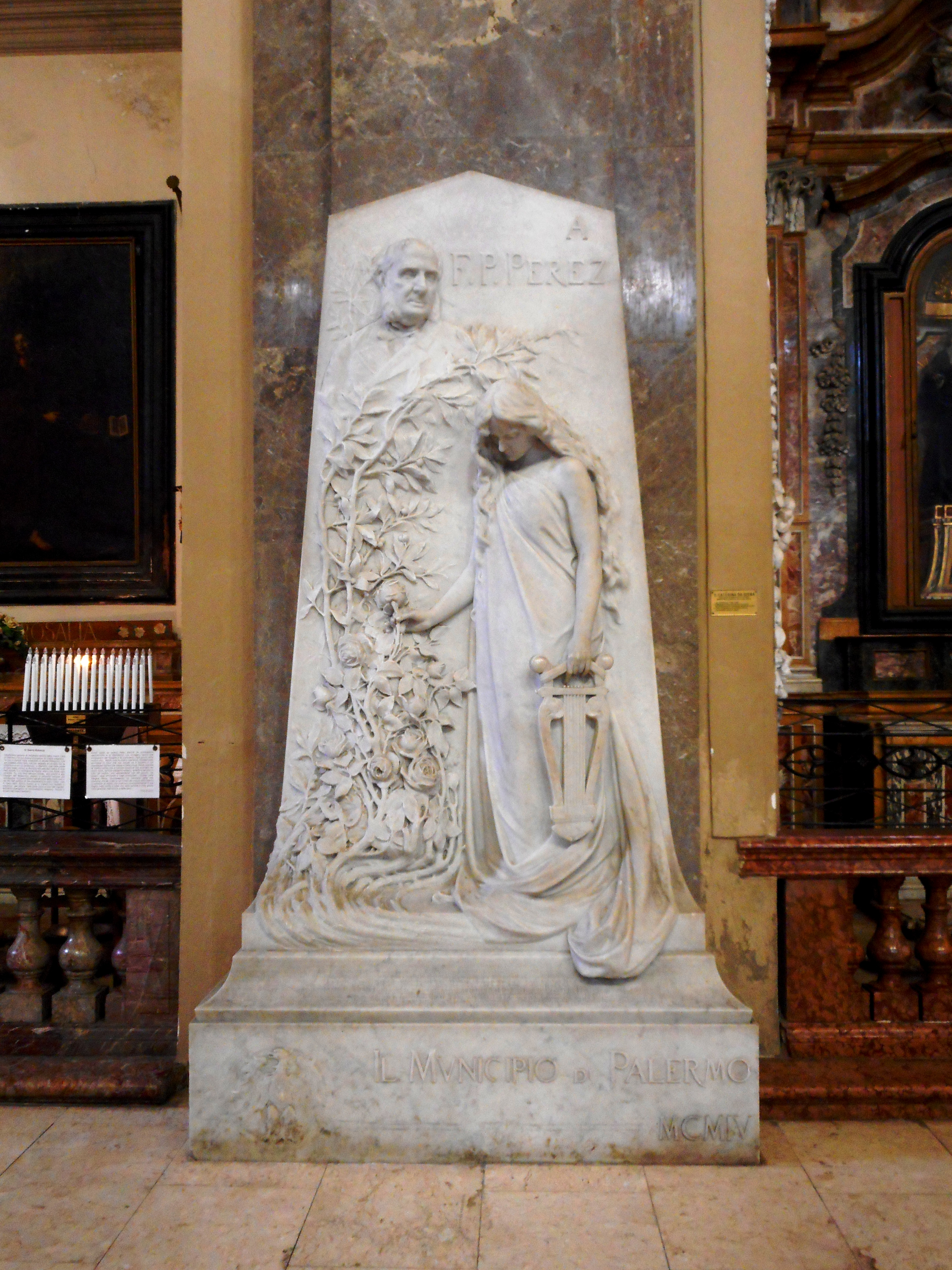
Monumento a Francesco Paolo Perez

Nella sua grande e misconosciuta produzione busti, monumenti commemorativi e funerari fanno da padrone, tra questi alcuni degni di nota sono:
- Monumento ad Alessio Narbone (1895), Chiesa di San Domenico;
- Monumento a Monsignor Di Giovanni (1906), Chiesa di San Domenico;
- Monumento a Francesco Paolo Perez (1906), Chiesa di San Domenico;
- Monumento al Generale Vincenzo Giordano Orsini (1910), nella villa Falcone-Morvillo a Palermo
- Rizzaghiere detto anche Pescatore, statua di un gruppo scultoreo in una fontana del Giardino Inglese;
- Monumento a Umberto I a Termini Imerese;
- Monumento a Umberto I a Lercara Friddi;
- Monumento a Giuseppe Garibaldi (1910) al Parco omonimo;
- Busto all'onorevole Nasi (destinazione sconosciuta);
- Busto del barone D'Ondes-Reggio (destinazione sconosciuta);
- Busto del Canonico Professore Don Nicolò Di Carlo, Convento dei Teatini, odierna facoltà di giurisprudenza di Palermo.

Altre opere ritenute di minor valore costituiscono i tanti lavori di bronzetti e marmi molto apprezzati nei primi decenni del Novecento.